# بابی‌ستیزی
بابی‌ستیزی به ستیزه‌جویی با بابیان و نیز نگاه منفی و کینه‌جویانه همراه با پیش‌داوری بر ضد آن‌ها گفته می‌شود. بابی‌ستیزی به شیوه‌های گوناگون و با تبعیض، نفرت‌پراکنی، حبس، تبعید، آزار و شکنجه جسمی و روانی و نیز کشتار، همراه بوده‌است.

## تاریخچه
بابیت در سال ۱۲۶۰ قمری توسط سید علی‌محمد شیرازی ملقب به باب پدید آمد و پیروانی از تمامی قشرها و اصناف جامعه و از مناطق مختلف ایران به خود جذب کرد. سید علی‌محمد باب، خود را پیامبری جدید و بشارت دهندهٔ دینی که قرار است پس از او توسط «من یُظهِره‌الله» (آنکه خداوند او را ظاهر خواهد ساخت)، ظاهر شود خواند و بارها در آثار خود به ظهور او اشاره کرد.

تصویری از سلیمان‌خان تبریزی، یکی از بابیان، در حالی که شمع‌آجین شده‌است

از هنگام پیدایش دین بابیه و بهائیت، مخالفت با بابی‌ستیزی و بهائی‌ستیزی از سوی عالمان دینی شیعه و حکومت قاجاریه آغاز شد.

## کشتار بابی‌ها در تهران
در سال ۱۸۵۲ میلادی، پس از ترور نافرجام ناصرالدین شاه در تهران، عده‌ای از بابی‌ها اعدام شدند.
در طول این سال‌ها باب اعدام شده بود و عده‌ای از هوادارانش، به قصد انتقام، به ناصرالدین شاه در نیاوران در روز ۲۸ شوال ۱۲۶۸ هجری قمری تیراندازی کردند. این ترور نافرجام ماند و شاه در این سوء قصد فقط جراحاتی سطحی برداشت. با این حال وی فرمان قتل‌عام بابیان را صادر کرد. بسیاری از بابیان و حتی افرادی که مشکوک به بابی بودن بودند در یک کشتار دسته جمعی هولناک با سازماندهی علماء، دولتیان، شاهزادگان قاجار، دیوان‌سالاران و تاجران در ملاء عام به نحو فجیع شکنجه و اعدام شدند. میرزا آقاخان نوری برای کاهش احتمال انتقام دستور داده بود که قربانیان بین گروه‌های مختلف مانند نظامیان، نجیب‌زادگان و اساتید و شاگردان دارالفنون تقسیم شوند تا مسئولیت کشتار بین همگان تقسیم شود. بعضی را مانند سلیمان خان شمع‌آجین کردند، بعضی را به دم توپ بستند، بعضی را قطعه قطعه کردند، و بعضی را قبل از اعدام چشم از حدقه درآورند، یا پوست از پا کندند و بعد از فرو بردن در قیر داغ مجبور به دویدن کردند. چندین هزار نفر در این قتل‌عام کشته شدند.

## آمار کشتار بابیان
تعداد دقیقی از بابی‌های کشته‌شده در دسترس نیست. یکی از پژوهش‌های متأخر، این عدد را کمی بیش از «۳٫۰۰۰ (سه هزار)» نفر، برآورد کرده‌است که بیشترشان در درگیری‌های طبرسی، نیریز و زنجان، کشته شدند. تعداد، احتمالاً از این مقدار، بیشتر است، به ویژه به دلیل اینکه نام‌ها و مسئلهٔ اعدام بابیانی که در سال ۱۸۵۲ کشته شدند، جایی ثبت نشده‌است. بیشتر کشته‌شدگان، مرد بودند؛ البته به فهرست کشته‌شدگان مورد نظر، آن دسته از زنان، کودکان و سالمندانی که از سختی و گرسنگی، درگذشتند را نیز باید افزود. در منابع بهائی، عدد کشته‌شدگان کم و بیش، «۲۰٫۰۰۰ (بیست هزار)» تن، اعلام شده‌است. برخی از افراد قتل‌عام شدهٔ پیش‌گفته، بهائی بودند.

## نام‌های برخی از بابیان کشته‌شده
1. فاطمه برغانی قزوینی (طاهره قرةالعین)؛ شاعر، خطیب، مجتهد، عارف[۱۶] و یکی از سران جنبش بابیه و نیز عامل برداشته شدن حجاب در دورهٔ قاجاریان که سرانجام، اعدام شد.
2. محمدعلی زنوزی؛ که به همراه سید علی‌محمد شیرازی («باب») تیرباران شد.
3. ملاحسین بشرویه (باب‌الباب)؛ نخستین کسی که به باب، ایمان آورد.[۱۷][۱۸][۱۹][۲۰]
4. ملا محمدعلی بارفروشی (ملقب به «قدوس» و نیز «اسم‌الله الآخر»)؛[۲۱][۱۹][۲۲]
5. ملا رجبعلی قهیر اصفهانی؛ که سرانجام، ترور و کشته شد.
6. یحیی (وحید) دارابی فرزند سید جعفر کشفی دارابی بروجردی؛ وی به نمایندگی از محمدشاه برای بررسی ادعاهای سید علی‌محمد باب، با او در شیراز ملاقات کرد و از پیروان وی شد. دارابی، سرانجام، در راه عقیده، کشته شد. برخی از عالمان مسلمان یزد توسط او بابی شدند.[۲۳][۲۴]
7. سلیمان‌خان تبریزی؛ که با شکنجه (شمع‌آجین) کشته شد.
8. محمدعلی (حجت) زنجانی.[۲۵][۲۶]
9. میرزا جهانگیرخان صور اسرافیل شیرازی؛ روزنامه‌نگار و کنشگر سیاسی‌ای که سرانجام، کشته شد.
10. محمد کرادی بغدادی؛ شاعری[۲۷] که سرانجام کشته شد.[۲۸]